# Pars-lès-Romilly
Pars-lès-Romilly è un comune francese di 788 abitanti situato nel dipartimento dell'Aube nella regione del Grand Est.

## Società

### Evoluzione demografica
Abitanti censiti